# Vogelschutzgebiet Wahner Heide
Das Vogelschutzgebiet Wahner Heide ist ein 3040 Hektar großes Areal in der Wahner Heide, welches zum Rheinisch-Bergischen Kreis, dem Rhein-Sieg-Kreis und der Stadt Köln gehört.

## Beschreibung
Das Vogelschutzgebiet enthält einen hohen Anteil an Magerstandorten, die besonders in den beiden bereits wieder geöffneten größeren Heidegebieten, dem Geisterbusch im Nordosten und dem sich quer von Ost nach West erstreckenden Südheidezug, auch bedingt durch die über 180 Jahre andauernde militärische Nutzung, zahlreichen gefährdeten Pflanzen und Tierarten Lebensraum bieten. Diese Heidegebiete sowie kleine, meist gut erhaltene Heidemoore sind eingebettet in einen breiten Gürtel von alten Eichenwäldern und Sternmieren-Eichen-Hainbuchenwäldern in teilweise hervorragendem Erhaltungszustand, die im Osten auf den Bergischen Randhöhen von Hainsimsen-Buchenwald abgelöst werden. Im südlichen Drittel des Gebietes quert das mit Moorwald und Erlenbruchwäldern bedeckte Scheuerbachtal.
Im Südostzipfel machen in der Aggeraue die Altwässer mit Erlen-Eschen- und Weidenwäldern sowie Eichen-Eschen-Ulmenwald und Flachland-Mähwiesen den Wert des Gebietes aus und erhöhen damit die Vielfalt des Heidegebietes. Im Nordosten schließt sich der Königsforst mit seinen Eichen- und Buchenwäldern an.

## Vogelschutz
Brutvögel sind hier der Eisvogel, der Ziegenmelker, der Neuntöter, die Heidelerche, der Wespenbussard, der Mittelspecht, der Grauspecht und der Schwarzspecht.

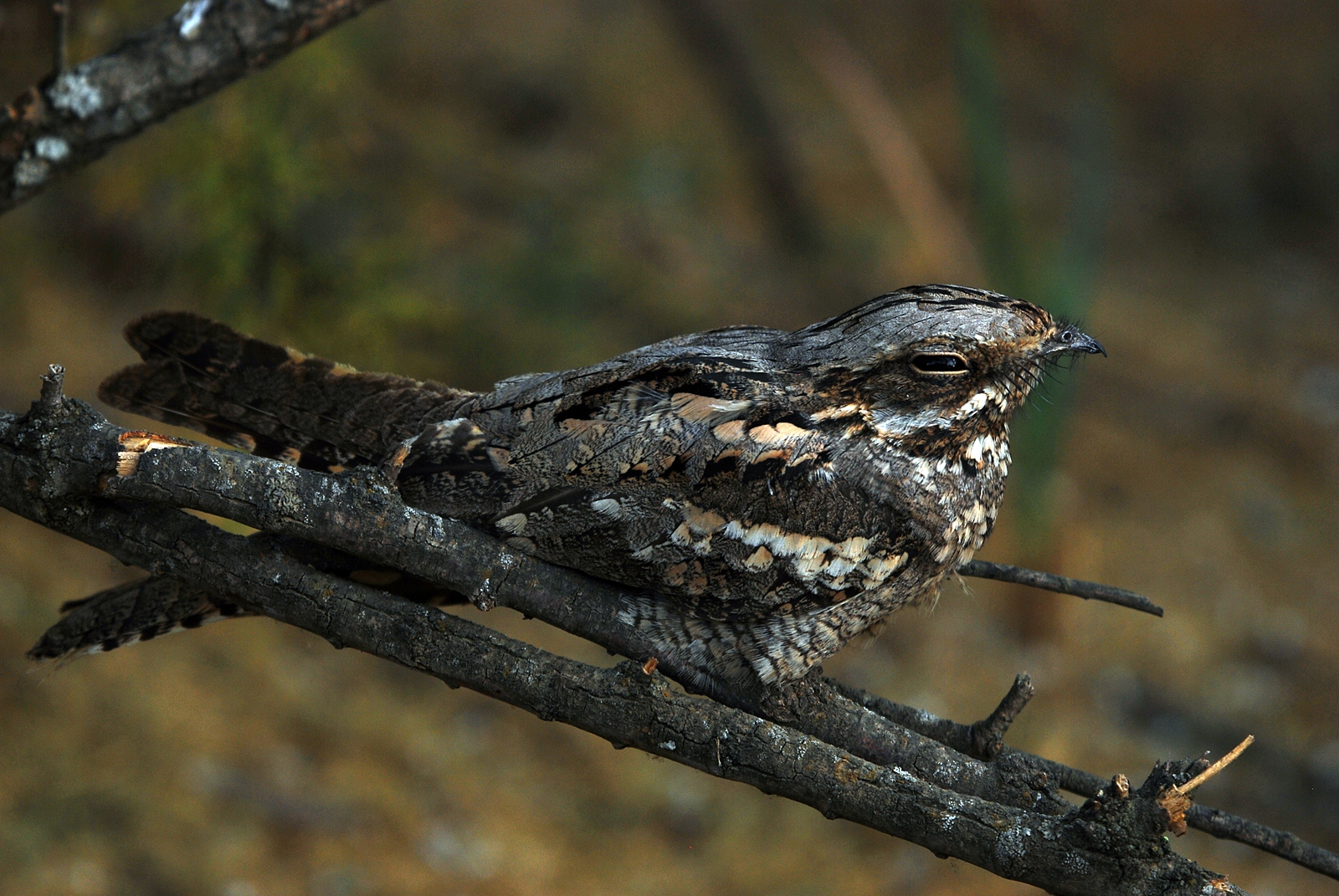
Ziegenmelker
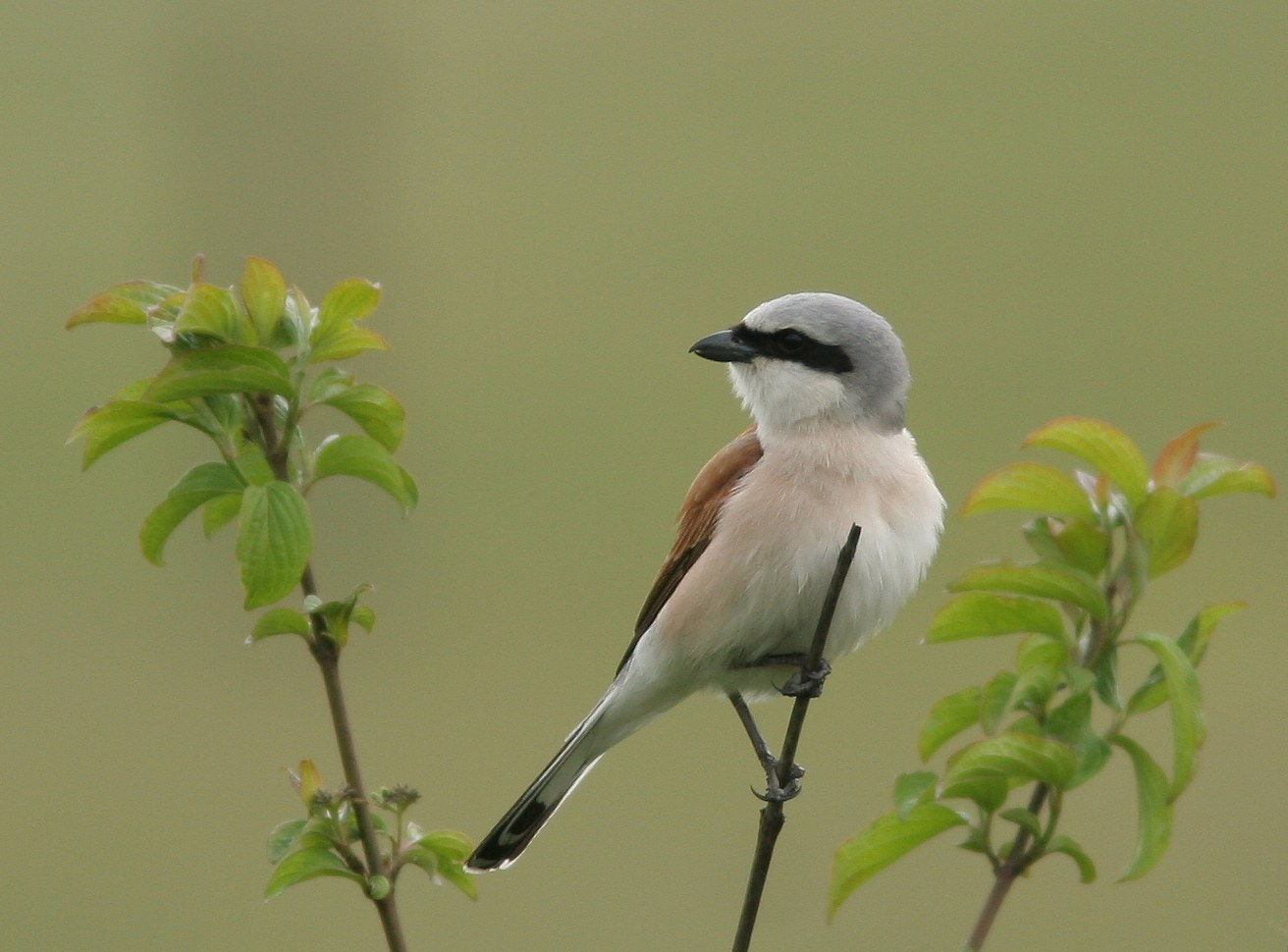
Neuntöter
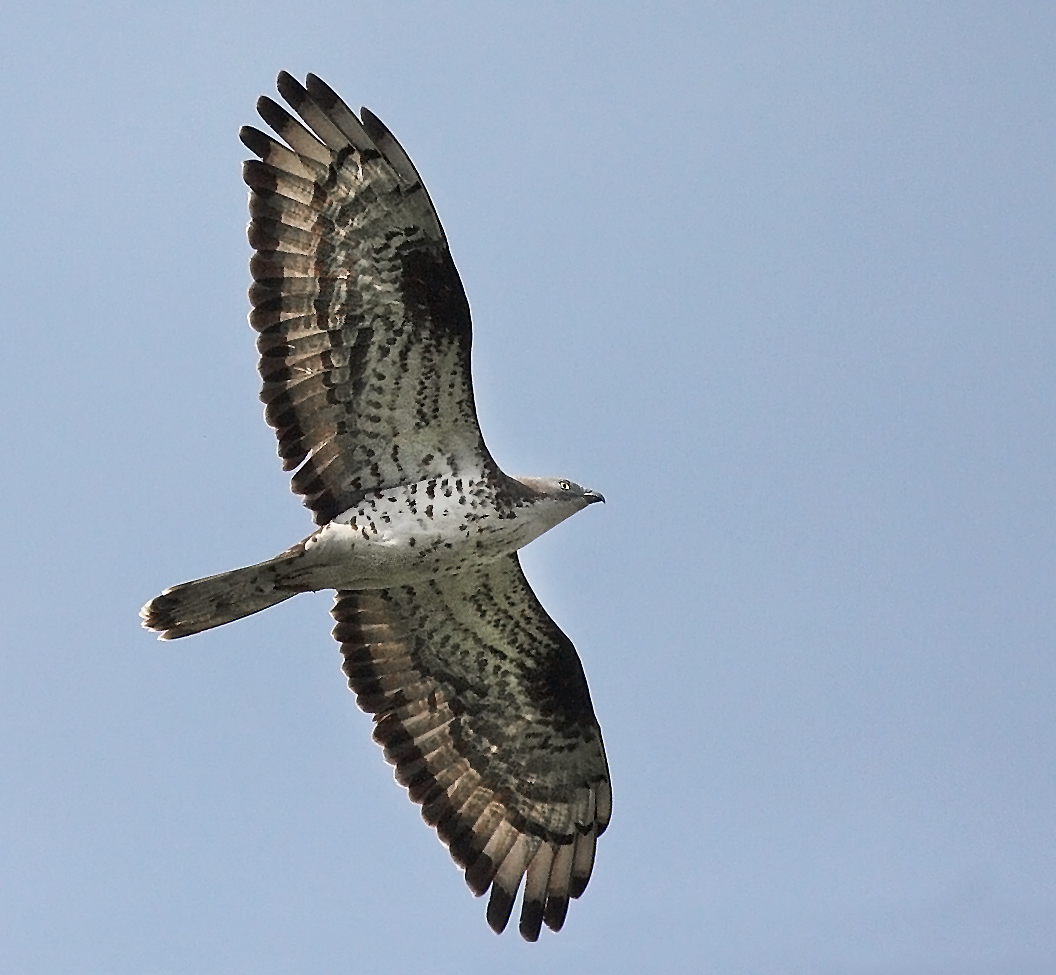
Wespenbussard

Durchzugs- und Wintergäste sind der Wanderfalke, die Kornweihe, der Rotmilan und der Kranich.

## Landschaftsschutz
Die Erhaltung und Wiederherstellung großflächiger Heiden sowie von Sandmager- und Borstgrasrasen durch Entbuschung, Mahd und Beweidung mit Heidschnucken, Ziegen und Rindern ist eine der wichtigsten Maßnahmen gegen die fortschreitende Verwaldung. Wichtig ist auch die Wiedervernässung und Entbuschung der Heidemoore sowie die Wiederherstellung eines verfüllten 5 Hektar großen Moores. Vorgesehen ist die Heideflächen im Naturschutzgebiet Wahner Heide mit den ausgedehnten Heideflächen auf dem Flughafen Köln/Bonn zu verbinden.